# Yū Asakawa
Yū Asakawa (浅川 悠 Asakawa Yū?,  Tokio, Japón, 20 de marzo de 1975) es una seiyū japonesa. Estuvo afiliada a Arts Vision desde 1996 hasta 2014, cuando pasó a ser artista independiente. Asakawa también proporciona la voz a Megurine Luka de Vocaloid. 

## Vida personal
El 22 de febrero de 2007, Asakawa contrajo matrimonio con el también seiyū Showtaro Morikubo, pero la pareja se divorció dos años después citando diferencias irreconciliables. Asakawa afirmó en su blog que la separación fue una amistosa y que tanto ella como Morikubo aún se tenían mucho respeto mutuo.

## Filmografía
Lista de roles interpretados durante su carrera.
Los papeles principales están en negrita.

### Anime
1996
- Detective Conan como Haruka Nagara (ep. 184); Hoshino (eps. 249-250)

1997
- Chou Mashin Eiyuden Wataru como Mario.
- Those Who Hunt Elves 2 como Rena.

1998
- Akihabara Dennogumi como Tsugumi Higashijujo.
- Bakusou Kyoudai Lets & Go Max como Zen Kusanagi.
- Bubblegum Crisis Tokyo 2040 como Priscilla S. Asagiri (Priss S. Asagiri)
- Hanasaka Tenshi Ten-Ten-kun como Benten.
- Record of Lodoss Wars: Chronicles of the Heroic Knight como Shiris.
- Saber Marionette J to X como Reifumi (eps. 17, 18, 20, 22-24).
- St. Luminous Mission High School como Cathrine Deboucoillet.

1999
- Aoi & Mutsuki: A Pair of Queens como Shin.
- Gokudo como Nanya.
- Jibaku-kun como Alibaba.
- Seraphim Call como Kasumi Kurenai.
- Shin Hakkenden como Rei.
- Space Pirate Mito como Shin.

2000
- Boogiepop Phantom como Nagi Kirima.
- Hamtaro como Tongari-kun (Jingle).
- Love Hina como Motoko Aoyama.
- Vandread como Jura Basil Elden.

2001
- Hikaru no Go como Yuki Mitani.
- Vandread: The Second Stage como Jura Basil Elden.

2002
- Arcade Gamer Fubuki como Chizuru Jyumonji.
- Asobotto Senki Goku como Katoruku.
- Azumanga Daioh como Sakaki.
- Galaxy Angel A como Capitán del equipo de Volley (ep. 31)
- Gravion como Mizuki Tachibana.
- RahXephon como Shinobu Miwa.

2003
- Bouken Yuuki Pluster World como Touma Kaname.
- Crush Gear Nitro como TB.
- Kaleido Star como Pamela.
- Zatch Bell como Kiyama Tsukishi.

2004
- B-Legend! Battle Bedaman como Gamenbon.
- DearS como Eiko.
- Gravion Zwei como Mizuki Tachibana.
- Harukanaru Toki no Naka de ~Hachiyou Shou~ como Sefuru.
- Kyō Kara Maō! como Berma (eps. 19-20)
- Mobile Suit Gundam Seed Destiny como Krista Awbrooke (ep. 35)
- Pugyuru como Kanato.
- Samurái 7 como Sanae (eps. 18-22)
- School Rumble como Itoko Osakabe.
- Shura no Toki: Age of Chaos como Sanae.
- Stratos 4 como Chris Calman.
- Sweet Valerian como Pop.

2005
- Buzzer Beater como Lazuli.
- Fate/stay night como Rider.
- Fighting Beauty Wulong como Lucky Shimoda.
- Gunparade Orchestra como Momoka Kudou.
- MÄR como Sarah Band.
- Starship Operators como Renna Satomi.
- The Law of Ueki como Kapusho.
- Tsubasa: RESERVoir CHRoNiCLE como Caldina.

2006
- Demonbane como Makoto.
- Flag como Rauel Suumin.
- Lovedol ~Lovely Idol~ como Sayuki Katagiri.
- School Rumble: 2nd Semester como Itoko Osakabe.
- Spider Riders como Beerain; Hotarla.
- Yoake Mae Yori Ruri Iro Na -Crescent Love- como Karen Clavius.

2007
- Bamboo Blade como Konishi (eps. 16-17) (Toujou Taishou).
- Buzzer Beater (2007) como Lazuli.
- D.C. II: Da Capo II como Maika Mizukoshi.
- Ikkitousen: Dragon Destiny como Shiryuu Chouun.
- Naruto Shippūden como Fuuka.
- Prism Ark como Hermana Hell/Theresa.
- Spider Riders: Yomigaeru Taiyou como Beerain; Hotarla

2008
- D.C.II S.S. ~Da Capo II Second Season~ como Maika Mizukoshi.
- Ikkitousen: Great Guardians como Shiryuu Chouun.
- Kimi ga Aruji de Shitsuji ga Ore de como Natose.
- Mission-E como Katsuura Miharu (ep. 1)
- Wagaya no oinari-sama como Enju.

2011
- Carnival phastam como Rider.
- freezing como Arnett Macmillan.

2014
- Akame ga Kill! como Leone.
- Soredemo Sekai wa Utsukushii como Mina.

2015
- Shinmai Maō no Testament como Chisato Hasegawa.

### OVA
- Ai no Katachi ~Ecchi na Onna no Ko wa Kirai... Desuka?~ como Hirota Takako (ep. 1)
- Angel Blade como Nailkaizer.
- Angel Blade Punish! como Elphie Elfman/Angel Bullet; Nailkaizer (ep. 1)
- Blue Submarine No. 6 como Muteo-tachi.
- Demonbane como Makoto.
- Fortune Quest como Pamela.
- Harukanaru Toki no Naka de ~Ajisai Yumegatari~ como Sefuru.
- Harukanaru Toki no Naka de 2 ~Shiroki Ryuu no Miko~ como Kazuhito.
- Immoral Sisters como Rumi.
- Immoral Sisters 2 como Rumi.
- Inyōchū Shoku ~Ryōshokujima Taimaroku~ como Takeru Shiratori.
- Kaitō Tenshi Twin Angel como Joshi Saijo.
- Kyo no Gononi como Koji Imai.
- Love Hina Again como Motoko Aoyama.
- School Rumble Sangakki como Itoko Osakabe.
- School Rumble: Extra Class como Itoko Osakabe.
- Shin Getter Robo vs. Neo Getter Robo como Sho.
- Futari Ecchi como Miyuki Kikuchi.
- Stratos 4 Advance como Chris Calman.
- UFO Ultramaiden Valkyrie 3: Bride of Celestial Souls' Day  como Nesty.
- UFO Ultramaiden Valkyrie 4: Banquet of Time, Dreams, and Galaxies como Nesty.
- Vandread Integral como Jura Basil Elden.
- Vandread Turbulence como Jura Basil Elden.
- Viper GTS como Karera.

- Otome Dori como Otome Nee.

### Películas
- Azumanga Daioh - The Very Short Movie como Sakaki.
- Cyber Team in Akihabara: The Movie como Tsugumi Higashijujo.
- Fate/stay night Unlimited Blade Works como Rider.
- Gekito! Crush Gear Turbo como Hiroomi.
- Mobile Suit Zeta Gundam: A New Translation como Rosamia Badam.
- RahXephon: Pluralitas Concentio como Shinobu Miwa.
- SOS! Tokyo Metro Explorers: The Next como Momoyo Takikawa.
- Heaven's Fell como Rider(Medusa)

### Videojuegos
- Baten Kaitos como Ayme.
- Eternal Sonata como Rondo.
- Dirge of Cerberus: Final Fantasy VII como Shalua Rui.
- Fire Emblem Heroes como Mia
- Fire Emblem: Radiant Dawn como Rolf
- Jak II como Ashelin.
- Jak 3 como Ashelin.
- Luminous Arc como Mavi.
- Star Ocean: Till the End of Time como Nel Zelpher.
- Wuthering Waves como Cartethyia.

### Drama CD
- Magical Girl Lyrical Nanoha StrikerS Sound Stage X como Lunessa Magnus.
- Special A como Akira Toudo.

### Otros
- Vocaloid 2 como Megurine Luka.
- Vocaloid 4 como Megurine Luka V4x.